# Ibalia leucospoides
Ibalia leucospoides är en stekelart som först beskrevs av Hochenwarth 1785.  Ibalia leucospoides ingår i släktet Ibalia och familjen skärknivsteklar. Enligt den finländska rödlistan är arten nationellt utdöd i Finland. Arten är reproducerande i Sverige. Artens livsmiljö är moskogar.

## Underarter
Arten delas in i följande underarter:
- I. l. leucospoides
- I. l. ensiger

## Bildgalleri

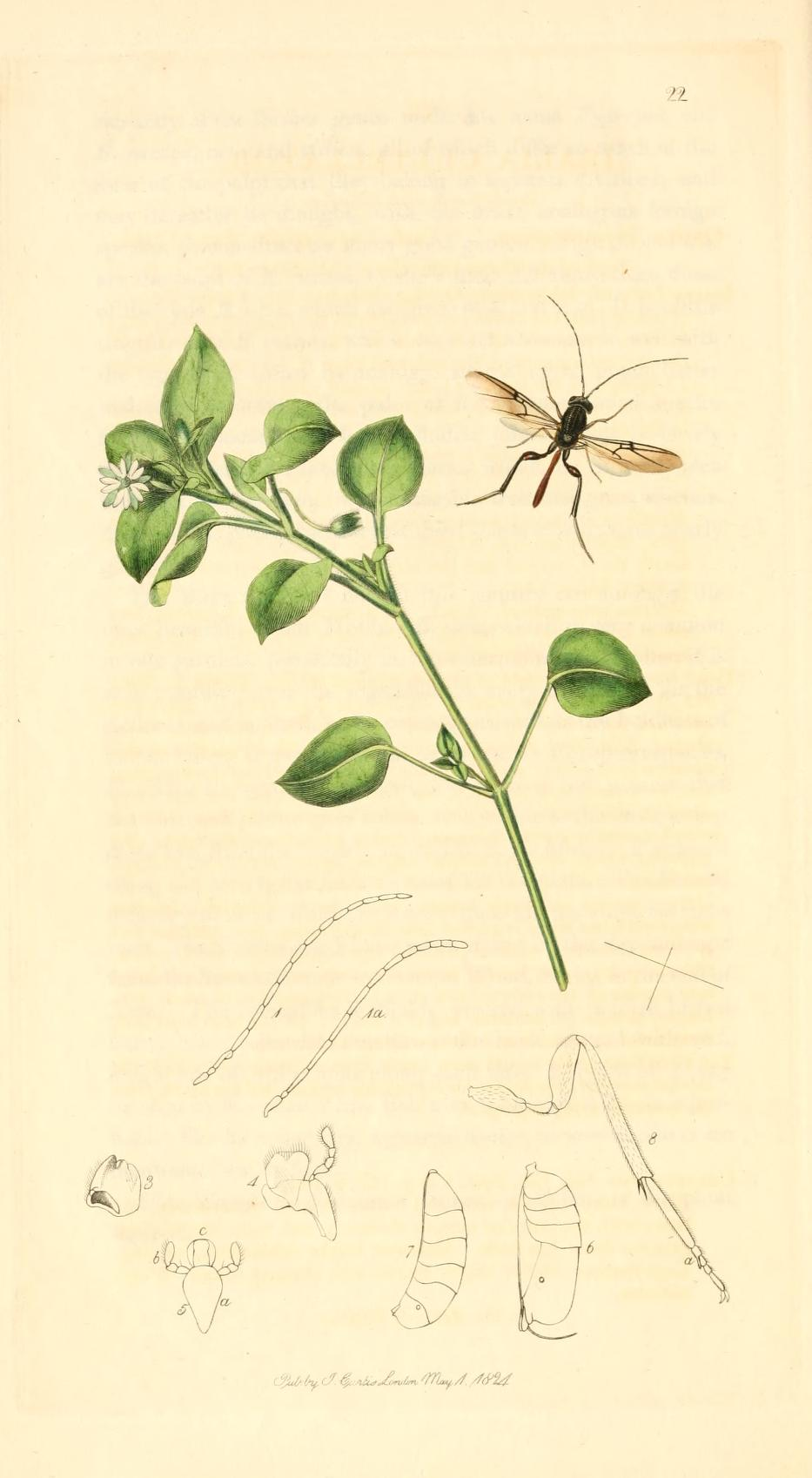
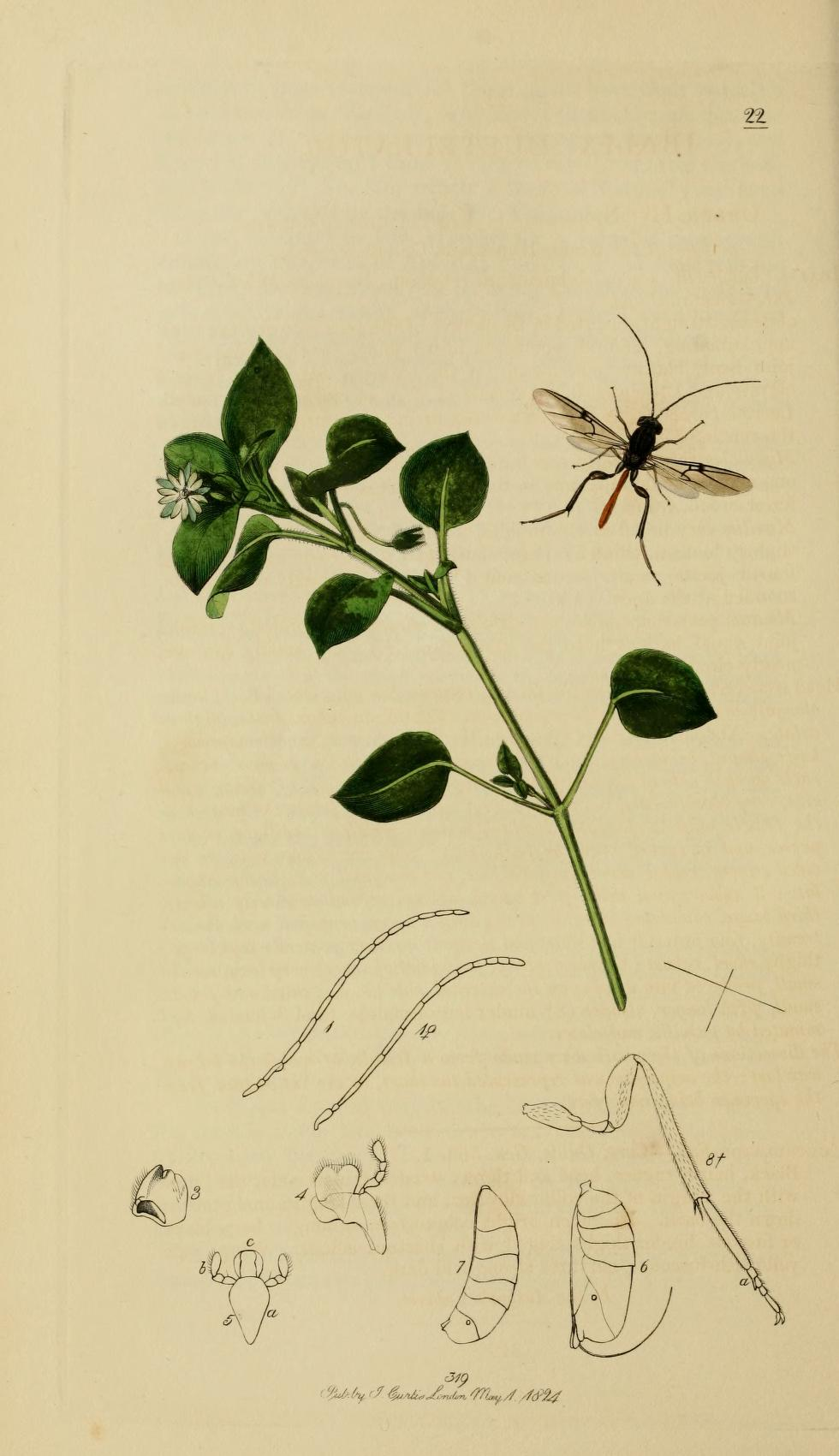